# Plac Oktogon w Budapeszcie
Oktogon – ośmiokątny plac w VI. dzielnicy Budapesztu na skrzyżowaniu alei Andrássy i Wielkiego Bulwaru. Nazwa placu oznacza w języku węgierskim ośmiokąt. Pod placem znajduje się stacja metra linii M1 o tej samej nazwie. 

## Historia
Do 1872 roku, do czasu rozbudowy Andrássy út w tym miejscu był wykopany jedynie wielki dół. 2 lata później wybudowano cztery eklektyczne budynki, które okalając plac utworzyły ośmiokąt.

## Inne nazwy
- 1936-1945 – plac Mussoliniego
- 1945-1990 – plac 7 Listopada
- od 1990 – ponownie jako Oktogon

## Znaczenie
Oktogon z greckiego oznacza właśnie ośmiokąt.

## Galeria

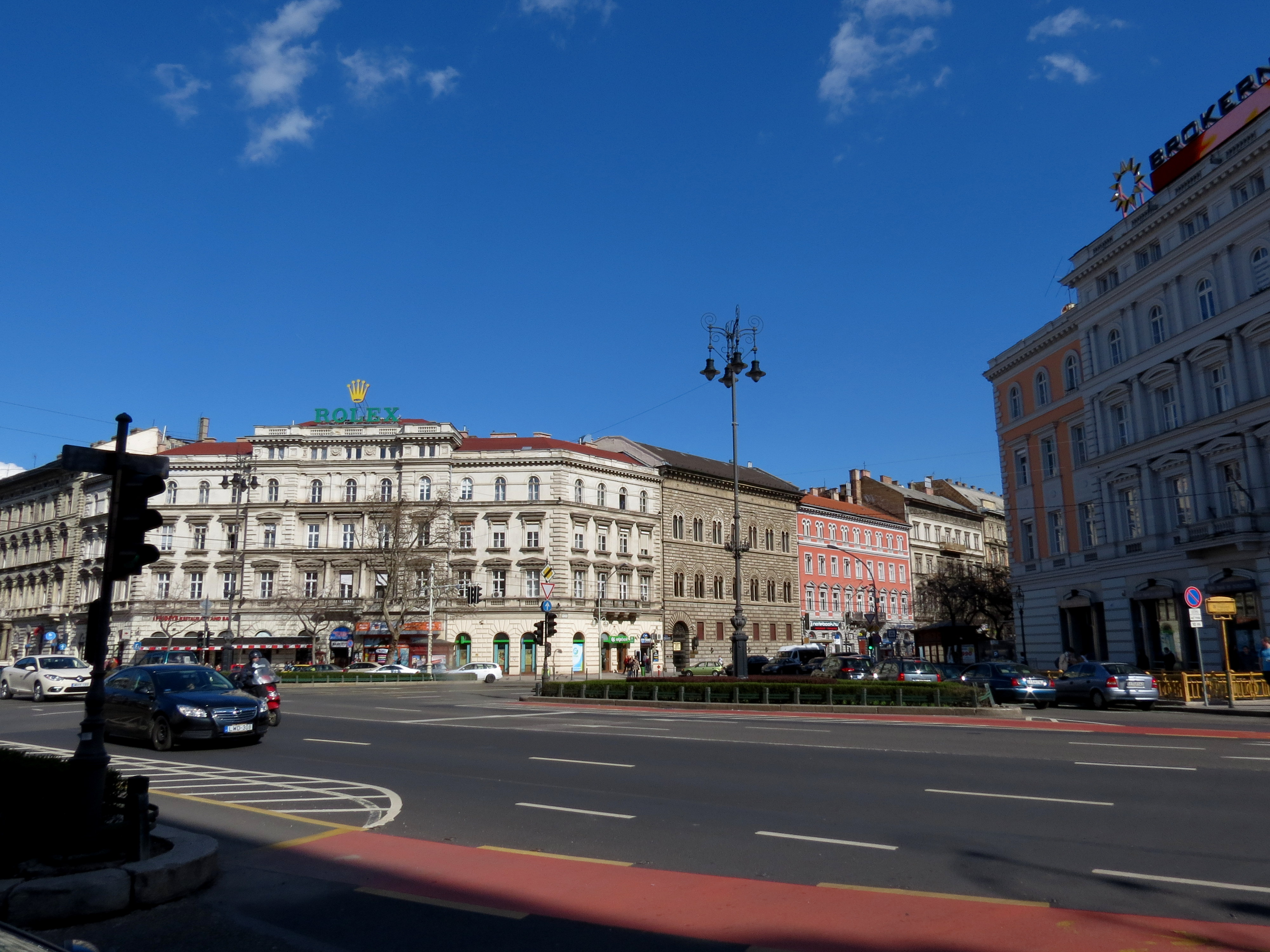
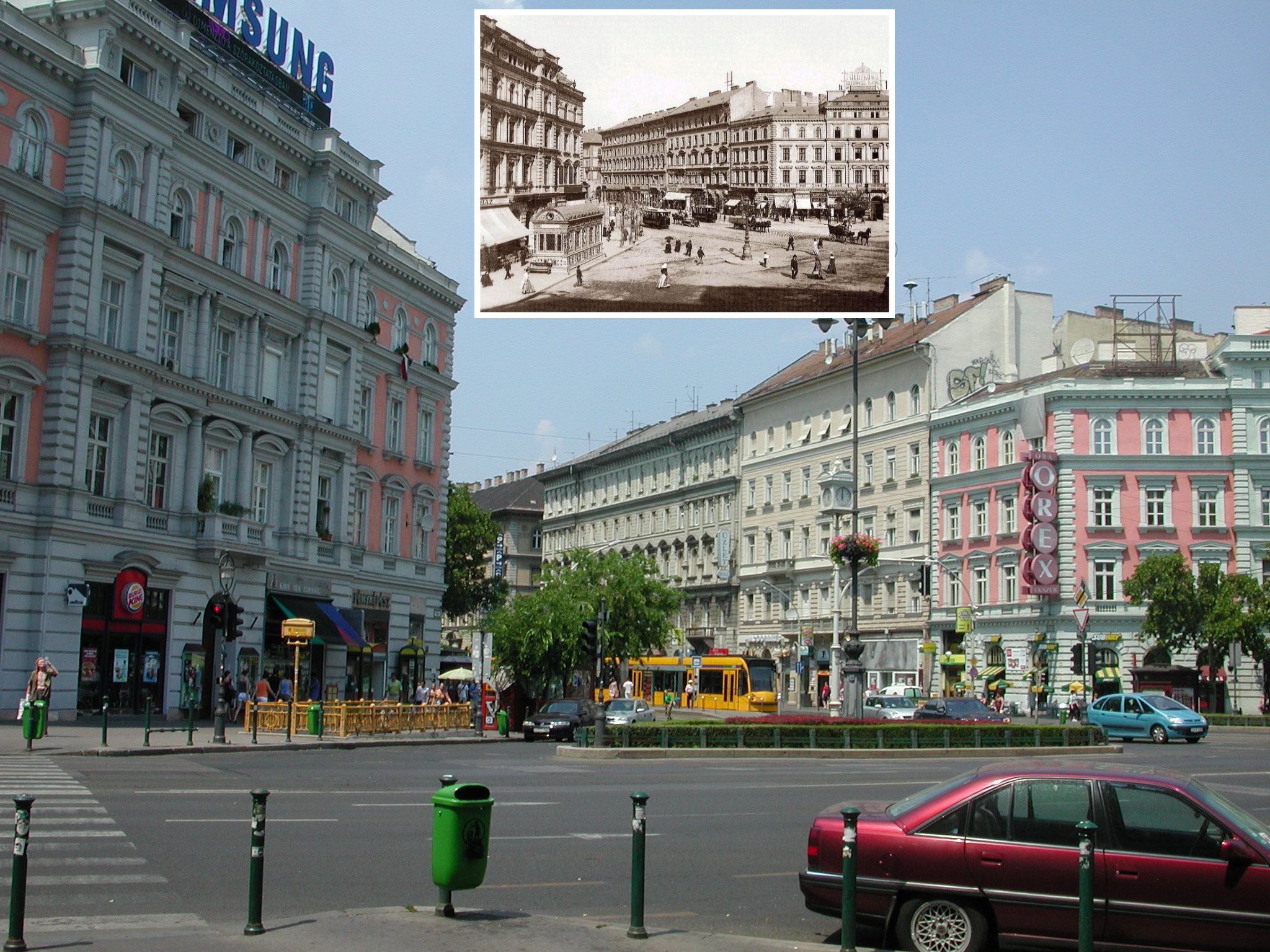
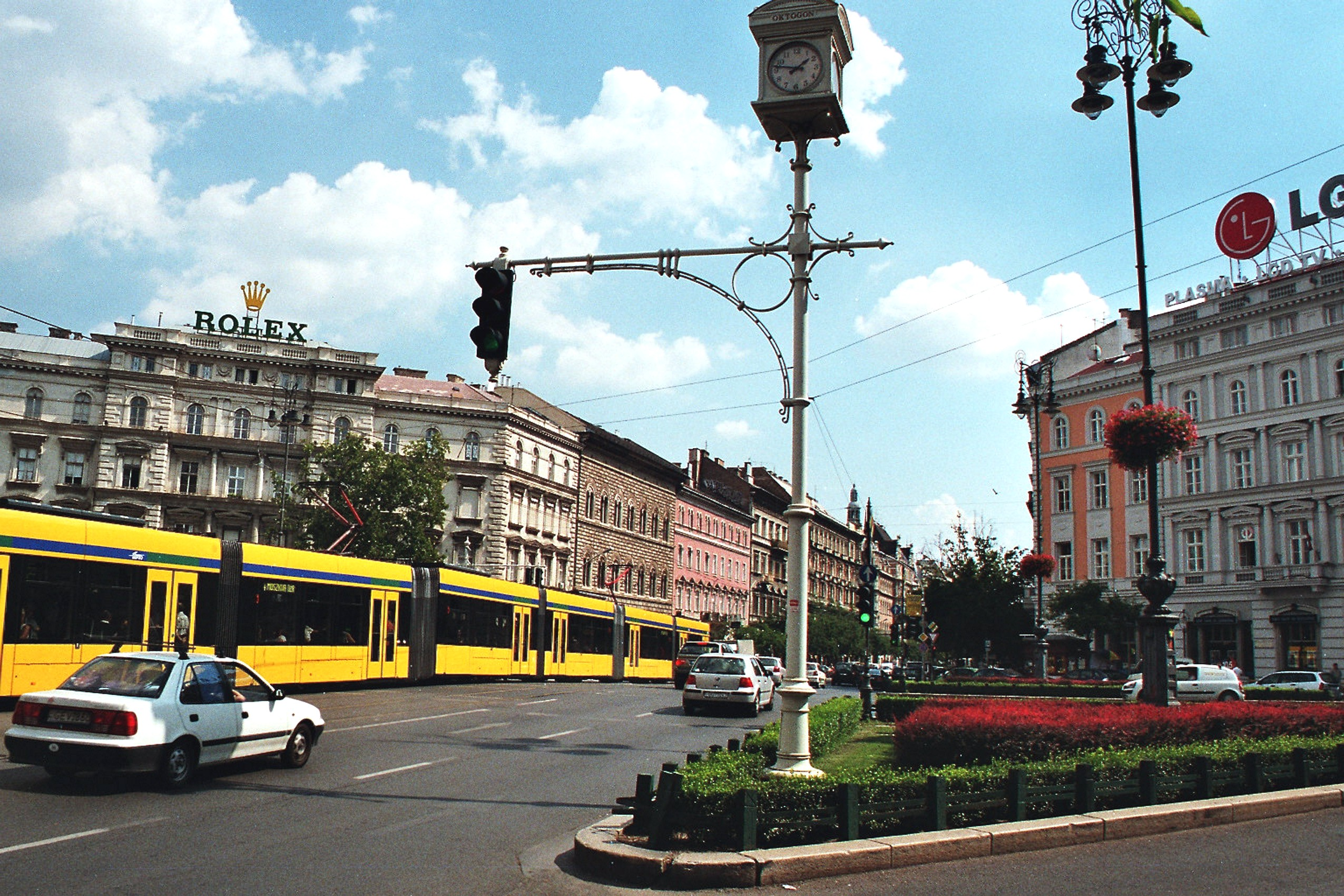